# Drążdżewo Nowe
Drążdżewo Nowe (prononciation : [drɔ̃ʐˈd͡ʐɛvɔ ˈnɔvɛ]) est un village polonais de la gmina de Jednorożec dans le powiat de Przasnysz de la voïvodie de Mazovie dans le centre-est de la Pologne.
Il se situe à environ 4 kilomètres à l'est de Jednorożec (siège de la gmina), 20 kilomètres au nord-est de Przasnysz (siège du powiat) et à 102 kilomètres au nord de Varsovie (capitale de la Pologne).

## Histoire
De 1975 à 1998, le village appartenait administrativement à la voïvodie d'Ostrołęka.